# Göygöl-Nationalpark
Der Göygöl-Nationalpark (aserbaidschanisch Göygöl Milli Parkı) ist ein Nationalpark in Aserbaidschan. Er wurde am 1. April 2008 auf einer Fläche von 12.755 Hektar (127,55 km2) in einem Gebiet im Verwaltungsbezirk Goygol Rayon auf der Grundlage des ehemaligen „Goy Gol State Reserve“ eingerichtet, das 1925 gegründet wurde und das er ablöste. Er wurde von 6.739 Hektar (67,39 km2) des ehemaligen Staatsreservats auf seine heutige Fläche als Nationalpark vergrößert. Der Park ist der meistbesuchte des Landes.
Der Nationalpark umfasst einen der schönsten und saubersten Seen Aserbaidschans, den Göygöl-See. Das Schutzgebiet dient dem Schutz des natürlichen Ökosystems der subalpinen Zonen an den Nordhängen des Kleinen Kaukasus. Während der Sowjetzeit wurde ihm der Reservatstatus aberkannt, später aber wiederhergestellt.

## Flora und Fauna

### Flora

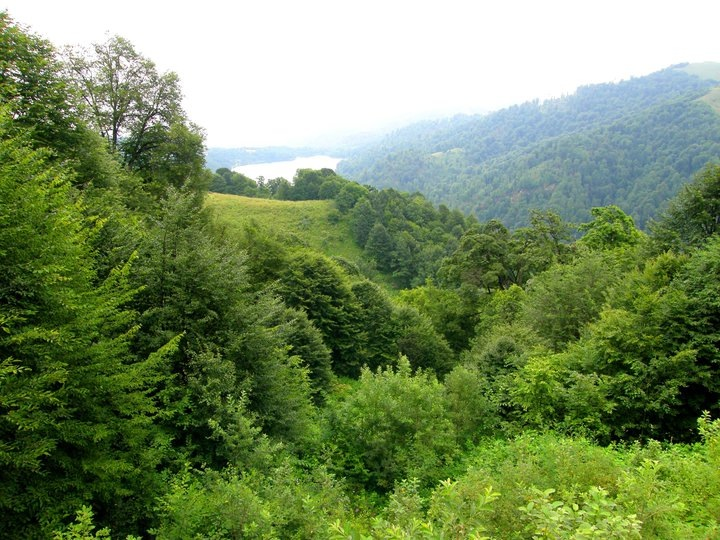
Wald und der Göygöl-See im Hintergrund im Göygöl National Park

Das Gebiet von Göygöl ist fast vollständig von Wäldern bedeckt und weist eine reiche Flora mit über 420 Pflanzenarten auf, von denen 20 in diesem Gebiet endemisch sind. Die wichtigsten Baumarten sind Kastanienblättrige Eiche (Quercus castaneifolia), Persische Eiche (Quercus macranthera), Schmalblättrige Esche (Fraxinus angustifolia subsp. oxycarpa), Gemeine Esche (Fraxinus excelsior), Hainbuche (Carpinus betulus), Orientalische Hainbuche (Carpinus orientalis), Orientalische Buche (Fagus orientalis), Samt Ahorn (Acer velutinum), Kolchischer Ahorn (Acer cappadocicum), Kaukasische Linde (Tilia dasystyla subsp. caucasica) usw.
Zu den in dem Gebiet vorkommenden Straucharten gehören die Mispel (Crataegus azarolus subsp. pontica), die Berberitze (Berberis vulgaris), der Hartriegel (Cornus mas), die Europäische Spindel (Euonymus europaeus), die Brombeere (Rubus fruticosus) usw.

### Fauna

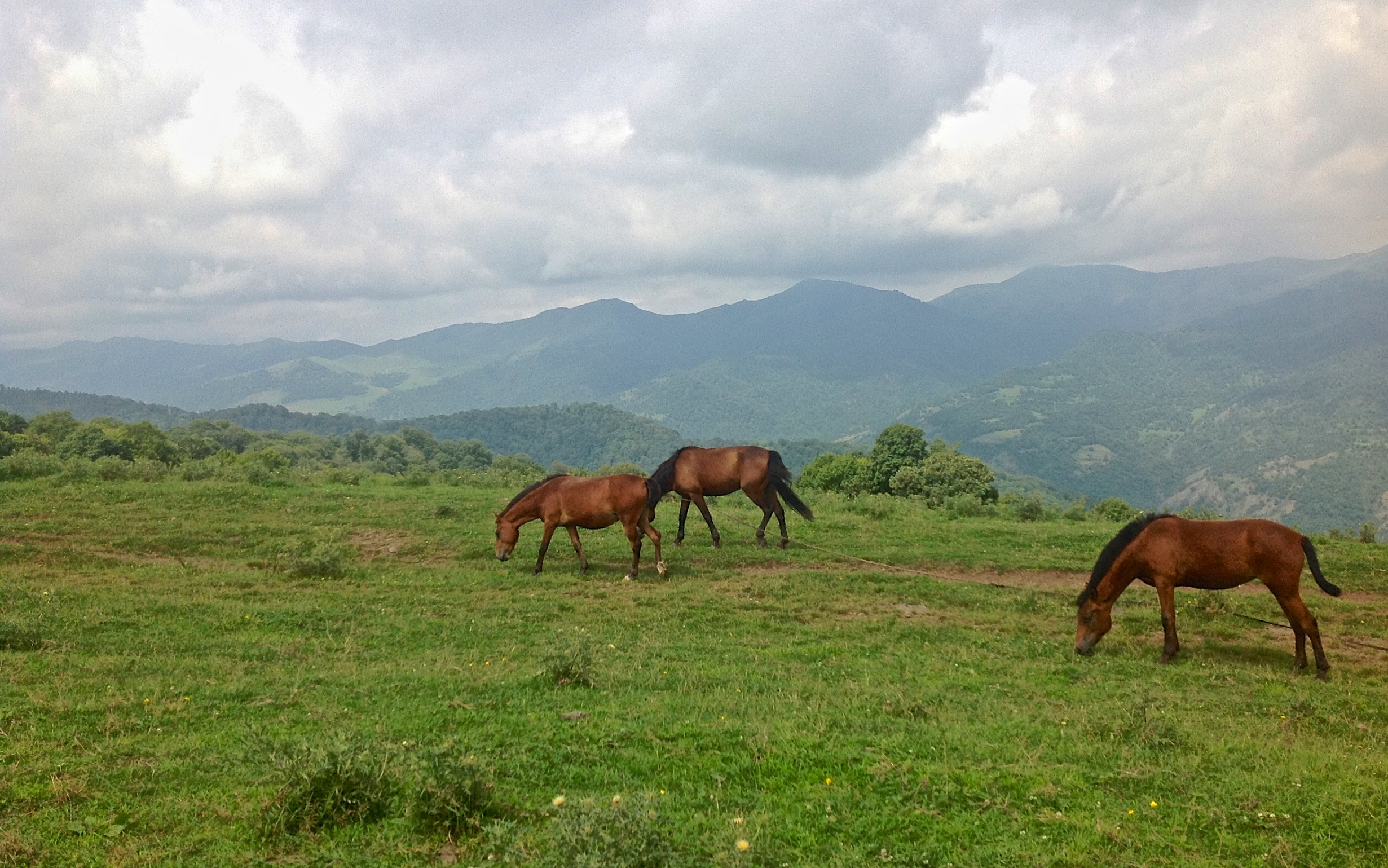
Pferde im Göygöl National Park

Es gibt mehrere endemische Unterarten von Vögeln, darunter Bartgeier (Gypaetus barbatus), Schmutzgeier (Neophron percnopterus), Uhu (Bubo bubo), Schwarzspecht (Dryocopus martius), Pirol (Oriolus oriolus), Misteldrossel (Turdus viscivorus), Hohltaube (Columba oenas), Waldschnepfe (Scolopax rusticola), Heidelerche (Lullula arborea), Höckerschwan (Cygnus olor), Wachtel (Coturnix coturnix), Kaspische Meise (Poecile hyrcanus), Unterart der Meise; der Kaukasusfasan (Phasianus colchicus colchicus), eine Unterart des gemeinen Fasans, ist weit verbreitet.
Der Kaspische Tiger (Panthera tigris virgata) durchstreifte einst diese Berge, ist aber inzwischen ausgestorben. Weitere große Säugetiere sind Luchs (Lynx lynx), Braunbär (Ursus arctos), Wildschwein (Sus scrofa), Wolf (Canis lupus), Goldschakal (Canis aureus), Rohrlkatze (Felis chaus), Rotfuchs (Vulpes vulpes), Reh (Capreolus capreolus), Dachs (Meles meles) usw.
Der Persische Leopard (Panthera pardus saxicolor), eine Unterart des Leoparden, lebt in den südlichen Regionen Aserbaidschans, vor allem im Talysh-Gebirge, in Nagorno-Karabach und Nachitschewan. Trotz gelegentlicher Sichtungen war bis Ende der 1990er Jahre nicht klar, ob Leoparden in Aserbaidschan ausgestorben waren, bis im März 2007 eine Art im Hirkan-Nationalpark gefilmt wurde. Es ist jedoch immer noch nicht klar, ob Leoparden im Göygöl-Nationalpark leben.

## Filmographie
Im Jahr 2015 wurde ein Dokumentarfilm mit dem Titel „Göygöl Milli Parkı“ (Göygol-Nationalpark) gedreht. Der Film wurde im Nizami Cinema Center in Baku präsentiert. Die Vizepräsidentin der Heydar-Aliyev-Stiftung Leyla Aliyeva nahm an der Präsentation des Films teil.